# David Lodge (író)
David John Lodge (London, 1935. január 28. – Birmingham, 2025. január 1.) angol író és irodalomtudós. Első minőségében főleg regényeket, de elbeszéléseket, televíziós forgatókönyveket, és színdarabokat is írt. A másodikban irodalomelméleti és irodalomtörténeti esszéket közölt. E műfajok két csoportja között helyezkednek el írók életrajzai.

## Élete és pályája
London dél-keleti részén élő, szerény római katolikus családba született. Apja hegedűs volt, többek között mozikban némafilmeket kísért. A második világháború alatt anyjával együtt vidékre ment a londoni bombázások miatt: Surreybe, majd Cornwallba.
Kamaszként a londoni St. Joseph's Academy katolikus gimnáziumba járt. Már akkor szenvedélye volt az irodalom. Első műve, egy elbeszélés, 16 éves korában jelent meg az iskola folyóiratában. 1952-ben iratkozott be a londoni University Collegeba. Ott ismerte meg a leendő feleségét, Mary Frances Jacobot, egy diáktársát. Az ott töltött évek alatt folytatta írói kísérletezéseit. 18 évesen egy olyan regényt írt, amelyet bevallása szerint szerencsére nem közöltek.
1955-ben megszerezte a Bachelor of Arts diplomát (a humán tárgyakból elérhető első fokozatú oklevelet), majd 1957-ig az akkoriban kötelező katonai szolgálatot teljesítette. Ennek végeztével visszatért a University College-ba, ahol 1959-ben megszerezte a Master of Arts diplomát, amely a második fokozatú oklevél, miután megvédte a The Catholic Novel from the Oxford Movement to the Present Day (A katolikus regény az Oxfordi Mozgalomtól napjainkig) című dolgozatát. Ugyanabban az évben összeházasodott Mary Frances Jacobbal.
1959-ben kezdte pályáját angol nyelvet tanítva a londoni British Council alkalmazottjaként, 1960-ban pedig a Birminghami Egyetem oktatója lett. Ugyanabban az évben megjelent első regénye: The Picturegoers (Moziba járók). Itt doktori disszertációján is elkezdett dolgozni az angol irodalom terén. Ugyancsak itt ismerkedett meg Malcolm Bradbury íróval. Vele és még egy kollégájával együtt 1963-ban elkészítettek és bemutattak Between These Four Walls (E négy fal között) címmel egy szatirikus revüelőadást a birminghami Repertory Theatre-ben, melyben Julie Christie színésznő is szerepelt. Ez az esemény fedeztette fel az íróval komikus tehetségét, melyet jól kiaknázott későbbi regényeiben.
1964-ben egy évre szóló ösztöndíjat kapott egy amerikai egyesülettől és kiment az Egyesült Államokba feleségével és két gyerekükkel. Kötelezettségei közé tartozott, hogy három hónapig utazzon az országban az egyesület autójával, és tanulmányokat végezzen egy maga választotta egyetemen. Ez a providence-i Brown Egyetem volt, ahol amerikai irodalmat hallgatott.
1965-ben a család visszatért Birminghambe, ahol le is telepedett, és Lodge folytatta oktatói karrierjét ugyanazon az egyetemen, miközben írt és publikált. 1966-ban megszületett harmadik gyermeke is, aki Down-szindrómás. Ugyanabban az évben kiadták első irodalomelméleti könyvét Language of Fiction (A széppróza nyelve) címmel, majd 1967-ben megvédte doktori disszertációját. 1969-ben társprofesszor lett a Kaliforniai Egyetemen, Berkeleyben. Egyetemi karrierjét 1987-ben fejezte be a modern angol irodalom tiszteletbeli professzora címmel, és azután csak írással foglalkozott. Azért is mondott le a tanításról, mert hallási gondjai lettek.
1991-ben David Lodge az irodalomelmélet népszerűsítéséhez is hozzájárult azzal, hogy a The Independent újság vasárnapi mellékletében vezetett rovatot a regényről szóló cikkekkel The Art of Fiction (A széppróza művészete) címmel, melyeket 1992-ben azonos című kötetben gyűjtött össze.
David Lodge 2025. január 1-én hunyt el néhány héttel a 90. születésnapja előtt.

## Művei

### Szépirodalom
David Lodge főleg regényeket írt:
- The Picturegoers (Moziba járók), 1960;
- Ginger You're Barmy (Baka, te nem vagy jól), 1962;
- The British Museum Is Falling Down (A British Museum leomlása), 1965;
- Out of the Shelter (Óvóhelyen kívül), 1970;
- Changing Places: A Tale of Two Campuses, 1975 (Helycserés támadás);[14]
- How Far Can You Go? (Meddig tudsz menni?), 1980;
- Small World: An Academic Romance (Kicsi világ: Egyetemi szerelmi történet), 1984;
- Nice Work (Szép munka), 1988;
- Paradise News (Mennyei hírek), 1991;
- Therapy (Terápia), 1995;
- Home Truths (Házi igazságok), 1999;
- Thinks ... (Gondolatok), 2001;
- Deaf Sentence (Süketségre ítélve), 2008.

Az író egy elbeszéléskötetet is megjelentetett 1998-ban The Man Who Wouldn't Get Up and Other Stories (Az ember, aki nem akart felkelni és egyéb elbeszélések) címmel, majd kibővítette, és ugyanazzal a címmel jelent meg 2016-ban.
David Lodge két íróról írt szépirodalmi jellegű életrajzot:
- Author, Author (Szerző! Szerző!), 2004 – Henry Jamesről;
- A Man of Parts (Darabokból álló ember), 2011 – H.G. Wellsről.

A szerző három színdarabját is játszották:
- The Writing Game (Az írásjáték), 1990;
- Home Truths (Házi igazságok), amelyet az azonos című kisregénnyé adaptált (1999);
- Secret Thoughts (Eltitkolt gondolatok), a Thinks... című regénye nyomán (2011).

Néhány televíziós produkció számára is írt forgatókönyvet:
- Nice Work (Szép munka), 1989 – televíziós sorozat az azonos című regény nyomán;[15]
- Martin Chazzlewitt, 1994 – televíziós sorozat Charles Dickens regénye nyomán;[16]
- The Writing Game (Az írásjáték), 1995 – saját színdarabjának televízióra való adaptálása.[13]

A Small World (Kicsi világ) című regényt egy másik író alkalmazta tévésorozatra.

### Nem fikciós könyvek
David Lodge műveinek ez a része főleg irodalomtudományi könyvekből áll:
- Language of Fiction (A széppróza nyelve), 1966
- Graham Greene, 1966
- The Novelist at the Crossroads (A regényíró keresztutakon), 1971
- Evelyn Waugh, 1971
- Twentieth Century Literary Criticism (Huszadik századi irodalomkritika), 1972
- The Modes of Modern Writing (A modern írás módjai), 1977
- Working with Structuralism (A strukturalizmus mint munkamódszer), 1981
- Write On (Írjatok tovább!), 1986
- After Bakhtin (Bahtyin után), 1990
- The Art of Fiction (A széppróza művészete), 1992
- Modern Criticism and Theory: A Reader (Modern irodalomkritika és elmélet: Útmutató), 1992
- The Practice of Writing (Az írás gyakorlata), 1997
- Consciousness and the Novel (Tudatosság és regény), 2003
- The Year of Henry James: The Story of a Novel (Henry James éve: Egy regény története), 2006
- Lives in Writing (Írói életek), 2014

Lodge önéletírása is megjelent három kötetben:
- 2015 – Quite a Good Time To Be Born: A Memoir 1935-75, (Jókor születtem: Önéletírás. 1935-1975)
- 2018 – Writer's Luck: A Memoir 1976-1991, (Írói szerencse: Önéletírás. 1976-1991)
- 2020 – Varying Degrees of Success: A Memoir 1992-2020 (Változatos sikerfokozatok: Önéletírás. 1992-2020)

### Magyarul
- Helycserés támadás; ford. Barabás András, ill. Kaján Tibor kész.; Európa, Budapest, 1992 (Vidám könyvek)

## Műveinek főbb témái és jellegzetességei
Anglia háború utáni légköre tükröződik az író első regényeiben. Gyermekkora élményei ihletik meg, visszanyúlva a háború alatti időszakra is a The Picturegoers című regényben. Kamaszkorának nagy eseménye volt az a szünidő, melyet a háború után Németországban, amerikai katonai támaszponton dolgozó nővérénél töltött. Ez az Out of the Shelterben elevenedik meg. Az 1950-es években töltött katonai szolgálatának kellemetlen emléke ihleti meg az írót a Ginger, You're Barmy-ban. Ebben már megjelenik fanyar humora.
Katolikus családból való származása nyomot hagyott Lodge regényeiben a katolicizmus és a nemiség közötti viszony témájával, többek között az e vallású szereplői dilemmáival a mesterséges fogamzásgátlás tilalmával kapcsolatban, például a The British Museum Is Falling Down, a How Far Can You Go? vagy a Paradise News című regényekben. Észrevehető ezekben egyes szereplők egyre jelentősebb eltávolodása a katolicizmus dogmatikus értelmezésétől, amely fejlődés a szerzőé is.
Az angol és az amerikai egyetemi közeg elsősorban a Helycserés támadás, a Small World és a Nice Work című regényekben jelennek meg, melyek a Campus-trilógiát alkotják. Az első kettő humorosan, ironikusan, sőt szatirikusan kezeli e közegek szereplőit. A harmadik is humoros és ironikus, de részben kilép az egyetemi közegből és engedékenyebb a szereplőivel szemben. Az angol egyetemi közeg és hasonló jellegzetességek találhatók meg a Thinks... című regényben is.
A Nice Work-ban az egyetem világa a gazdaságéval találkozik és az 1980-as évek komoly társadalmi problémáit is felidézi.

### Kritikai fogadtatása
1975-ben vált ismertté, amikor kedvező kritikák fogadták a Helycserés támadást, amely megkapta a Hawthornden-díjat. Ennek következtében az azelőtt megjelent regényeit is újból kiadták, és azoknak is sikerben volt részük. 2008-ban többek között úgy jellemezték, mint „metsző humorú regényíró”-t vagy mint „e nemzedék egyik legjobb regényírójá”-t.
Az angol nyelvterületen kívül regényei előbb Franciaországban lettek népszerűek az 1990-es években. Műveit összesen mintegy 15 nyelvre fordították le, magyarra a Helycserés támadást.

## Elismerései
David Lodge művei az alábbi díjakat kapták:
- 1975 – Hawthornden-díj a Helycserés támadás regénynek;

– a Yorkshire Post újság szépirodalmi műnek járó díja a Helycserés támadásnak;
- 1980 – az év könyvének járó Whitbread-díj a How Far Can You Go?-nak;
- 1988 – a Sunday Express újság az év könyvének járó díja a Nice Worknak;
- 1990 – a Royal Television Society(wd) díja a legjobbnak ítélt Nice Work tévésorozatnak;

– a Monte-Carloi Televíziós Fesztivál Ezüst Nimfa-díja a második helyezett Nice Work sorozatnak;
- 1995 – a Writers' Guild of Great Britain(wd) díja a legjobbnak ítélt Martin Chazzlewitt sorozatnak;
- 1996 – az Európára és Dél-Ázsiára szóló Nemzetközösségi Írók Díja a Therapy című regénynek.

Egyéb elismerései:
- 1976 – a Royal Society of Literature(wd) tagsága;[28]
- 1997 – a francia Művészetek és Irodalom Érdemrendjének lovagi fokozata;[13]
- 1998 – A Brit Birodalom Rendjének parancsnoki fokozata.[8]